# Катодная медь
Катодная медь (Медные катоды; Электролитная медь; Медь рафинированная) — конечный продукт изготовления очищенной меди из черновой меди, других медных сплавов с примесями, переработки вторичного сырья цветных металлов. На катоде получается чистый продукт — рафинированная медь без примесей.

## Описание
Готовые изделия обычно поставляются в виде отдельных или спаянных катодных листов меди размером до 1 метра и толщиной от 4-6 мм.
Катодная медь является исходным сырьём для производства всех основных продуктов из меди и медных сплавов.

## Производство
Производятся методом электролитического рафинирования медного сырья постоянным током в электролизных ваннах.
Аноды с медным сырьём растворяется, а катионы осаждаются на металлических медных матрицах.
Изготовление медных катодов сопровождается промывкой осадка.